# Referendo constitucional no Equador em 2008
O referendo constitucional no Equador em 2008 foi realizado no Equador em 28 de setembro de 2008 para ratificar ou rejeitar a constituição esboçada pela Assembléia Constituinte do Equador após a Referendo constitucional no Equador (2007).
O presidente Rafael Correa já havia anunciado inicialmente que renunciaria se a constituição fosse rejeitada, mas voltou atrás depois. Uma pesquisa de maio de 2008 considerou que 31% a 41% da população era favor do esboço da constituição.
Como a nova constituição foi aprovada, as eleições adiantadas em todos os níveis, serão realizadas em 2009.

## Participação e resultados
O projeto, segundo pesquisas da boca-de-urna, teria sido aprovado, conseguindo entre 66,4% e 70% dos votos. Os dados foram divulgados pela TV, ao término da votação.
O resultado é compatível com as últimas pesquisas que haviam sido realizadas antes do pleito. Elas indicavam que a nova Carta seria aceita com mais de 57% dos votos. A participação foi de 9 milhões de pessoas.